# Phaonia bitrigona
Phaonia bitrigona är en tvåvingeart som beskrevs av Xue 1984. Phaonia bitrigona ingår i släktet Phaonia och familjen husflugor. Inga underarter finns listade i Catalogue of Life.